# Greedy Institutions
Greedy Institutions („besitzergreifende Institutionen“) ist ein soziologischer Begriff von Lewis A. Coser zur Bezeichnung von Institutionen, die allumfassende Ansprüche an ihre Mitglieder stellen und deren ausschließliche, ungeteilt auf sie gerichtete Loyalität anstreben. Dies erreichen sie nicht durch Zwang; vielmehr ziehen diese Institutionen die gesamte Persönlichkeit in ihren Bann, wodurch sie ungeteilte Zustimmung und Mitwirkung (compliance) erlangen. Sie verlangen und erreichen ein hohes Maß an Identifikation (Organisationales Commitment) und halten ihre Mitglieder ggf. davon ab, anderweitige Bindungen einzugehen oder zu vertiefen.
Im Gegensatz zur totalen Institution (nach Erving Goffman) werden vorzugsweise keine körperliche Gewalt, sondern vor allem psychischer Druck und „Soziale Sanktionen“ zur Disziplinierung der Zielpersonen (Akteure) angewandt, um sie in Insider und Outsider aufzuteilen. In nur wenig geringerem Maße als totale Institutionen dies tun, erwarten Greedy Institutions von ihren Mitgliedern bedingungslose Loyalität bis hin zum Bruch mit konkurrierenden Institutionen.

## Anwendung
Coser betrachtete in seiner Veröffentlichung von 1974 Mönche, Jesuiten und Leninisten ebenso wie „Hausfrauen und Mütter“. In der Soziologie werden Sekten und Orden (Religionssoziologie), militärische Organisationen (Kriegssoziologie), die Familie (Familiensoziologie) und die Universität (Wissenschaftssoziologie) mit Hilfe der Kategorie Greedy Institutions untersucht.
Die Soziologin M. Egger de Campo erläutert, dass Cosers Konzept der Greedy Institutions so aufgefasst werden kann, dass im Zuge des Wandels von Gemeinschaft zu Gesellschaft der Modernisierung Herrschern, religiösen Gemeinschaften und Arbeitgebern die Freiheit und Autonomie des Individuums abgerungen werden musste. Zugleich stellt sie die aktuelle Bedeutung dieses Konzepts heraus, dessen Anwendung sie auf Spin-Doctors und Management-Berater, auf rund um die Uhr verfügbare im Haushalt der Arbeitgeber lebende (live-in) Pflegekräfte sowie auf in bestimmte soziale Netzwerke bzw. Netzgemeinschaften Eingebundene erweitert.
Der Soziologe Uwe Schimank analysiert die Zeugen Jehovas als typische „besitzergreifende Gruppe“: Sie verlange von ihren Mitgliedern Opfer, nämlich eine weitgehende Absonderung von weltlichem Geschehen, und verhänge bei Nichtbefolgen Sanktionen bis zum Ausschluss aus der Gruppe; von den Mitgliedern würden hohe zeitliche Investitionen für ihre Tätigkeit innerhalb der Gruppe verlangt; die Gruppenmitglieder leisteten Verzicht auf soziale Kontakte, die den Kontakt zur Gruppe stören könnten; dafür sei die ritualisierte Gemeinschaft innerhalb der Gruppe groß; und die Gruppenmitglieder würden angehalten, nur die Schriften der Gruppe selbst zu studieren (Abtötung). Diese hohen Ansprüche der Gruppe an ihre Mitglieder trügen dazu bei, dass sich die Mitglieder ihr verpflichtet fühlten und die Stabilität der Gruppe seit über einhundert Jahren hoch sei.
Vom Phänomen der Hyperinklusion wird gesprochen, wenn ein Mensch freiwillig seine gesamte Lebensführung in den Dienst einer einzigen Institution stellt, in der Arbeitswelt zum Beispiel als Mitglied des Top-Managements. Liegt tatsächlich eine einzige solche Einbindung vor, kann in der Soziologie sowohl eine Betrachtungsweise als Greedy Institution wie auch als eine Analyse der Hyperinklusion Anwendung finden.
Kommen zwei Greedy Institutions zugleich zum Tragen, z. B. Kind einerseits und Hochschule andererseits oder z. B. Familie und Militärdienst, resultiert daraus ein Spannungsverhältnis. An diesen Beispielen wird deutlich gemacht, dass dieses Spannungsverhältnis nicht nur im Zeitaufwand begründet ist und sich nicht durch dessen Verringerung allein lösen lässt: Im Fall von Kind und Hochschule als Greedy Institutions erschwert die durch Bedürfnisse eines Säuglings entstehende Auflösung von Rhythmen und Zeitstrukturen die für das Studium erforderliche Konzentration; im Fall von Familie und Militärdienst wird deutlich, „dass sich auch bei einer halbierten Kontingentzeit (wie im Falle von Soldaten, die ihre Einsatzzeit mit einem Kameraden splitten) nicht die mit der Trennung zusammenhängenden Belastungen für die Familien und Soldaten unweigerlich halbieren“, sondern meistens nur komprimiert erlebt werden.